# Benee
Stella Rose Bennett, conhecida pelo nome artístico Benee (30 de janeiro de 2000), é uma cantora e compositora neozelandesa . Além de ganhar o prêmio de Single do Ano por "Soaked" no New Zealand Music Awards 2019, levou também os prêmios de Artista do Ano, Melhor Artista Solo e Melhor Artista Pop Indie. Seu segundo EP, Stella & Steve, foi lançado em novembro de 2019 e gravado nos EUA, Canadá e França como resultado do sucesso internacional do single final do EP "Supalonely".

## Biografia
Stella Rose Bennett cresceu em Gray Lynn, Auckland. Sua carreira musical começou no último ano do ensino médio. Ela publicou versões de capa no Soundcloud. Após o colegial, ela estudou ciências da comunicação na Universidade de Tecnologia de Auckland, mas interrompeu seus estudos em apenas duas semanas. Em vez disso, ela decidiu tentar ganhar a vida com a música. O produtor musical Josh Fountain descobriu sua música e produziu seus dois singles Tough Guy (2017) e Soaked (2018).
Em 28 de junho de 2019, ela lançou seu primeiro EP Fire on Marzz sob o nome de Bene. Ela mudou seu nome logo depois para indicar como pronunciar seu nome, a saber /ˈbɛniː/, e havia também um artista com o mesmo nome nos Estados Unidos. O EP alcançou o número 13 nas paradas de álbuns da Nova Zelândia. No New Zealand Music Awards, ela ganhou os prêmios de Melhor Artista Solo, por Single do Ano (Soaked), Melhor Iniciante e Melhor Artista (Pop).
No mesmo ano seguiu o EP Stella & Steve, que também alcançou as paradas da Nova Zelândia e, pela primeira vez, também ficou na Billboard 200. O single Supalonely com Gus Dapperton se tornou viral via TikTok e se tornou seu primeiro sucesso mundial.

## Vida e carreira

### 2000-2017: Início da vida
Stella Rose Bennett nasceu e foi criada no subúrbio de Gray Lynn, em Auckland. Ela cresceu em uma família "realmente musical"  com pais que a expuseram aos catálogos de Radiohead, Björk e Groove Armada.  A partir dos oito anos de idade, Benee começou a ter aulas de violão na escola primária antes de iniciar aulas de saxofone na escola. Benee finalmente largou todas as músicas para priorizar o pólo aquático. Ela afirma que "era sua vida" e que em um momento esperava representar a Nova Zelândia competitivamente.  Benee mais tarde se interessou em escrever e gravar músicas aos 17 anos de idade,  depois de decidir que não queria seguir uma carreira no pólo aquático.  Benee frequentou uma escola católica para meninas, St Mary's College, onde a música era obrigatória por quatro anos.

### 2017-2018: Começos on-line e estréia solo
Benee começou sua carreira musical publicando covers no SoundCloud e começou a fazer sua própria música em seu último ano do ensino médio.  Depois de abandonar o curso de comunicação na Universidade de Tecnologia de Auckland depois de duas semanas, durante o que chamou de " crise de um quarto de vida ", ela decidiu ingressar profissionalmente no negócio da música.  Sua música chamou a atenção de Josh Fountain , produtor e membro da banda Leisure, com quem trabalhou para o seu single de estréia de 2017 "Tough Guy", bem como para o single de 2018 "Soaked".  Benee (como Bene) ganhou sua primeira entrada na carreira no Triple J Hottest 100 2018 com "Soaked" em #58.

### 2018-2019:Fire on MarzzeStella & Steve
Em fevereiro de 2019, Bene apoiou Lily Allen em um show em Auckland durante a No Shame Tour. Sob o apelido de "Bene", lançou seu EP Fire em Marzz em 28 de junho de 2019, antes de adicionar um "e" por causa de "problemas de pronúncia" e questões de direitos autorais. Ela havia assinado com a Republic Records no início de 2019, antes deste lançamento. O EP, que foi descrito por George Fenwick, do The New Zealand Herald, como "um disco cheio de sol e cheio de sol", alcançou o 13º lugar na New Zealand Albums Chart e o 75o lugar na Australian Albums Chart. O EP também ganhou o prêmio de Melhor Artista Solo no New Zealand Music Awards de 2019 em novembro de 2019, onde também ganhou prêmios de Single do Ano com "Soaked", Melhor Artista Revelação e Melhor Artista Pop.
O EP de acompanhamento de Benee, Stella & Steve, foi lançado em 15 de novembro de 2019.  O EP apresenta o single "Supalonely", com Gus Dapperton, que mais tarde obteve sucesso internacional em março de 2020, após um desafio de dança viral acompanhado pela música. na plataforma de compartilhamento de vídeo online TikTok. Esta se tornou sua segunda música a se tornar viral no TikTok depois que "Glitter" gerou um desafio de dança semelhante em dezembro de 2019. Benee também apoiou o cantor e compositor americano Conan Gray por nove noites na Comfort Crowd Tourda da América do Norte em dezembro de 2019. Os singles de Benee, "Glitter", " Find an Island " e "Evil Spider" apareceram no Triple J Hottest 100 de 2019, aos 19, 25 e 51, respectivamente.

### 2020-presente: "Supalonely" e álbum de estreia
A primeira turnê norte-americana de Benee, com o apoio de Remi Wolf, foi cancelada devido à pandemia do COVID-19. Em junho de 2020, a música "Supalonely" registrou mais de 250 milhões de streams antes de Benee fazer sua estréia na televisão, apresentando-a no The Tonight Show Starring Jimmy Fallon, ao lado de Gus Dapperton. Ela também cantou a música no The Ellen DeGeneres Show um mês depois. Em julho de 2020, Benee lançou "Night Garden", com o produtor americano Kenny Beats e o músico britânico Bakar, como o single principal de seu próximo álbum. Ela foi logo anunciado como Apple Music's Up Next artista para o mês de julho, tornando-se o primeiro artista de Nova Zelândia com o título.
Benee partirá em uma turnê principal na Nova Zelândia, programada para outubro de 2020. Ela disse que lançará seu álbum de estréia em 2020, observando que será muito diferente de seus lançamentos anteriores.

## Vida pessoal
Em uma entrevista para o The New Zealand Herald, Benee revelou que ela tem dislexia. Ela também descreveu suas experiências de infância com composição:
durante toda a escola, lutei com a escrita...Gostei da escrita criativa, era o que eu amava, mas estava sempre cometendo erros, e estava confinado a esse modo de escrever ... A composição para mim era esse lugar onde Não preciso ser gramaticalmente correto. Aprendendo o ofício com [Josh Fountain], quando ele estava compartilhando todo o seu conhecimento - algo clicou, e eu fiquei tipo, eu amo isso. É uma ótima saída emocional para mim; Eu adoro espalhar o que sinto em uma faixa. (Em inglês)

## Prêmios e indicações
| Ano  | Prêmios                  | Tipo                            | Trabalhos     | Notas           |
| ---- | ------------------------ | ------------------------------- | ------------- | --------------- |
| 2019 | APRA Music Awards        | Silver Scroll                   | "Soaked"      | Pré-selecionada |
| 2019 | New Zealand Music Awards | Single of the Year              | "Soaked"      | Ganhou          |
| 2019 | New Zealand Music Awards | Best Solo Artist                | Fire on Marzz | Ganhou          |
| 2019 | New Zealand Music Awards | Breakthrough Artist of the Year | Herself       | Ganhou          |
| 2019 | New Zealand Music Awards | Best Pop Artist                 | Herself       | Ganhou          |
| 2019 | MTV Europe Music Awards  | Best New Zealand Act            | Herself       | Nominada        |
| 2020 | MTV Europe Music Awards  | Best Push Act                   | Herself       | Pendente        |

## Turnês

### Headlining
- 2019 - Australian East Coast tour
- 2020 - North American tour
- 2020 - New Zealand tour

### Suporte
- Lily Allen - No Shame Tour (2019; um show)

- Conan Gray - Comfort Crowd Tour (2019; nove shows)

## Lista de álbuns

### EP
- Fire on Marzz (2019)
- 'Stella & Steve' (2019)

### Singles
- 2017 - Tough Guy
- 2018 - Soaked
- 2019 - Evil Spider
- 2019 - Want Me Back
- 2019 - Glitter
- 2019 - Find an Island
- 2019 - Monsta
- 2019 - Supalonely (feat. Gus Dapperton)